# جوردن سميلي
جوردن سميلي (بالإنجليزية: Jordan Smylie)‏ هو لاعب كرة قدم أسترالي في مركز الهجوم، ولد في 28 فبراير 2000 في أستراليا. لعب مع سنترال كوست مارينرز.

## وصلات خارجية
- جوردن سميلي على موقع قاعدة بيانات كرة القدم.إي يو (الإنجليزية)
- جوردن سميلي على موقع Soccerway.com (الإنجليزية)